# Panesthia obtusa
Panesthia obtusa es una especie de cucaracha del género Panesthia, familia Blaberidae.

## Distribución
Esta especie se encuentra en Australia (Queensland y Nueva Gales del Sur).